# 오도 (신안군)
오도(烏島)는 전라남도 신안군 자은면에 있는 섬이다. 특정도서로 지정하여 관리되고 있다.

## 특정도서
오도는 해식동이 발달하였고, 두루미천남성이 분포하며, 매, 칼새, 섬개개비 번식지이며, 다양한 삿갓조개류가 서식하고 있어 독도 등 도서지역의 생태계보전에 관한 특별법에 의거 특정도서로 지정되었다.
- 지정번호 : 제87호
- 면적 : 도서 전체m2
- 지번 : 전라남도 신안군 자은면 (지번 미부여)